# George Pataki
George Elmer Pataki (született 1945. június 24., Peekskill, New York állam) magyar származású amerikai ügyvéd és politikus. 1995 és 2006 között New York állam 53. kormányzója. A Republikánus Párt tagjaként először a szülővárosa, Peekskill polgármestere volt, ezt követően bekerült az állami közgyűlésbe majd az állam kormányzója lett. Ezt a titulust háromszor is magáénak tudhatta, és ezzel Thomas Dewey és Nelson Rockefeller mellett ő a harmadik olyan ember akit háromszor is New York állam kormányzójának választottak. 2000-ben és 2008-ban úgy tűnt, hogy indul az amerikai elnökválasztáson, végül 2015. május 28-án hivatalosan is a párt egyik elnökjelöltje lett a 2016-os választásokra.

## Családi háttere
George Pataki apai nagyapja, Pataki János (1883–1971) 1908-ban vándorolt ki Magyarországról, Aranyosapátiból az Amerikai Egyesült Államokba, és egy kalapgyárban dolgozott. Későbbi felesége, Erzsébet (1887–1975) pedig 1904-ben vándorolt ki. Fiuk, George édesapja, Louis Pataki (1912-1996) postásként dolgozott. George Pataki anyai nagyapja, Matteo Laganà Calabriából, Olaszországból vándorolt ki, és 1914 körül vette el az ír Agnes Lynchet. Lányuk, Margaret Lagana lett George édesanyja. George Patakinak van egy bátyja is, Louis. George a mai napig beszél valamennyire magyarul is.
1973-ban házasodott meg, Elizabeth ("Libby") Rowlandet vette el. Négy gyerekük született: Emily, Teddy, Allison, és Owen.

## Iskolai végzettsége
George ösztöndíjjal tanult a Horace Mann Iskolában, majd a Yale Egyetemen 1964-től. 1967-ben diplomázott. A Yale politikai szövetségében a konzervatív párt szóvivője volt. Jogi doktori diplomáját a Columbia Jogi Iskolában szerezte meg 1970-ben.

## Politikai karrierje
- 1981–1984 – Szülővárosa, Peekskill város polgármestere
- 1985–1992 – New York-i közgyűlés tagja
- 1993–1994 – New York Állam Szenátusának tagja
- 1995–1999 – New York állam kormányzója (első terminus)
- 1999–2003 – New York állam kormányzója (második terminus)
- 2003–2007 – New York állam kormányzója (harmadik terminus)

## Kormányzósága után
Kormányzósága után George Pataki a Chadbourne & Parke ügyvédi irodához csatlakozott, valamint George Bush javaslatára 2007 szeptemberétől az ENSZ Közgyűlésének lett tagja. Eljátszott azzal a gondolattal is, hogy indul az amerikai elnökválasztáson, amit 2015 májusában meg is tett.

## Díjai, kitüntetései
- Báthory-díj (2005)[6]
- 2008. november 12-én Sólyom László magyar államfő a Magyar Köztársasági Érdemrend középkeresztjét a csillaggal adományozta George Patakinak.[7]